# Pantautomat
En pantautomat er en selvbetjeningsautomat til modtagelse af tom pantpligtig drikkeemballage, såsom flasker og drikkedåser. De har mange steder erstattet såkaldte flaskedrenge i supermarkeder og hos købmænd.
Ved returnering af tom pantemballage scannes flaskerne eller dåserne af pantautomaten, vejes og afprøves automatisk for godkendelse ved hjælp af mønstergenkendelse. Ved tryk på en knap modtager kunden efter afslutning af returneringen en kassebon, hvorpå værdien af panten er angivet med en stregkode. Pantens værdi modregnes enten i forbindelse med varekøb eller udbetales kontant i kassen.
Nogle af de største producenter af pantautomater er det norske Tomra og det tyske Wincor Nixdorf.

## Pantstationer
Som led i et forsøg åbnede Dansk Retursystem en ny pantstation i Taastrup den 4. september 2012, hvor man afleverer fyldte poser med pantemballage. Ved afleveringen indsætter man sit Dankort og efter behandlingen bliver pantbeløbet indsat på Dankortets konto.